# Uri Lubrani

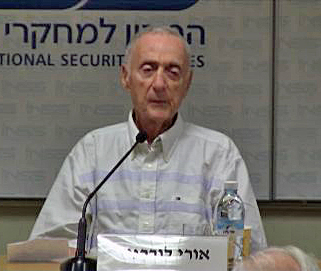
Uri Lubrani, 2013

Uriel „Uri“ Lubrani (* 7. Oktober 1926 in Haifa; † 5. März 2018 in Tel Aviv) war ein israelischer Diplomat.

## Leben
Uri Lubrani wurde 1926 als Sohn von Ahron und Rose Lubrani in Haifa geboren. Er besuchte die Hebrew Reali School und studierte danach an der London University, wo er seinen Bachelor of Arts erhielt. Zwischen 1944 und 1948 gehörte er erst der Untergrundorganisation Hagana und später den neu gegründeten israelischen Streitkräften, in die die Hagana überführt wurde, an. Lubrani arbeitete dann im israelischen Außenministerium und wurde auch für das Büro des Premierministers tätig. Unter anderem leitete er die Abteilung Osteuropa im israelischen Außenministerium und war von 1952 bis 1953 politischer Sekretär des Premierministers. Von 1960 bis 1963 fungierte er als Berater für arabische Angelegenheiten. Von 1963 bis 1965 leitete Lubrani das Büro des Premierministers.
Während seiner weiteren Karriere war er von 1964 bis 1967 Botschafter in Uganda mit gleichzeitiger Akkreditierung in Burundi und Ruanda, von 1967 bis 1971 Botschafter in Äthiopien, danach Direktor in der staatseigenen Koor Industries Ltd. und schließlich von 1973 bis 1978 Leiter der diplomatischen Vertretung im Iran im Rang eines Botschafters. Von 1979 bis 1983 war Lubrani in der Privatwirtschaft tätig.
Während der israelischen Besetzung des Südlibanons nach dem Libanonkrieg 1982 war Uri Lubrani ab 1983 der Koordinator der Aktivitäten der israelischen Streitkräfte im Libanon. Insgesamt war er bis 2000 Berater für die Libanon betreffenden Angelegenheiten im israelischen Verteidigungsministerium.
September 1990 wurde Lubrani erneut nach Äthiopien entsendet, um zu klären, warum die Operation Salomon ins Stocken geraten war. Lubrani konnte dabei auf seine alten Kontakte und Kenntnisse des Landes zurückgreifen, um mit der äthiopischen Regierung zu verhandeln. Lubranis Verhandlungsgeschick kam in den nächsten Jahren immer wieder zum Einsatz. So war er 1991 Chefunterhändler der israelischen Delegation, die in Genf mit der Hisbollah über einen Gefangenenaustausch verhandelte. Im Jahr 1992 leitete Lubrani die israelische Delegation bei den im Zuge der Madrider Konferenz in Washington, D.C. stattfindenden Gesprächen.